# سینمای گالیسیا

گالیسیا

سینمای گالیسیا (انگلیسی: Cinema of Galicia) بخشی از سینمای اسپانیا است که به‌طور اختصاصی به فیلم‌های گالیسی‌زبان اسپانیا اشاره دارد. گالیسیا (اسپانیایی: Galicia) یکی از بخش‌های خودمختار اسپانیا است و در شمال غرب شبه‌جزیره ایبری واقع شده‌است. پایتخت آن شهر باستانی و مذهبی سانتیاگو د کمپوستلا است. گالیسیا از سوی شرق با مناطق خودمختار «کاستیا و لئون» و «آستوریاس» و از سوی جنوب با کشور «پرتغال» هم‌مرز می‌باشد. زبان‌های رسمی گالیسیا زبان اسپانیایی و زبان گالیسی هستند و زبان‌های دیگری مانند فالا و لئونی نیز در این منطقه رواج دارند.
استان لاکرونیا، استان لوگو، استان اورنسه و استان پونتودرا در گالیسیا واقع شده‌اند و نه لزوماً اما عمده فیلم‌های گالیسی زبان اسپانیا و فیلم‌هایی به زبان پرتغالی در این مناطق تولید می‌شود. برای نمونه فیلم اسپانیایی گل آفتابگردان نابینا The Blind Sunflowers محصول ۲۰۰۸ در منطقه اورنسه و به زبان گالیسی و اسپانیایی تولید شده‌است.